# كأس التحدي الأوروبي 1996–97
كأس التحدي الأوروبي 1996–97 (بالإنجليزية: 1996–97 European Challenge Cup)‏ هو الموسم 1 من  كأس التحدي الأوروبي. أقيم خلال الفترة 12 أكتوبر 1996 وحتى 26 يناير 1997، وبمشاركة  24 فريقاً، وفاز فيه CS Bourgoin-Jallieu ‏.